# Audi A7 C7
Der Audi A7 C7 (interne Typbezeichnung 4G) ist ein von der Audi AG produzierter fünftüriger Pkw mit Fließheck. Er hat die gleiche Plattform wie der Audi A6 C7.
Das Kraftfahrt-Bundesamt nennt den Audi A7 im Segment Oberklasse.

## Design und Modellgeschichte
Das Fahrzeug basiert auf der auf der North American International Auto Show (NAIAS) 2009 präsentierten Studie Audi Sportback Concept. Das Cockpit wurde fast unverändert von der Studie in die Serie übernommen.
Als Serienfahrzeug wurde der A7 am 27. Juli 2010 in der Pinakothek der Moderne in München vorgestellt und hatte die formale Öffentlichkeitspremiere auf der Mondial de l’Automobile 2010.
Das Heck des Audi A7 zitiert das des von Mitte 1970 bis Sommer 1976 gebauten Audi 100 Coupé S. Das Fahrzeug besitzt einen cW-Wert von 0,28 und einen sich bei über 140 km/h automatisch ausfahrenden Heckspoiler.

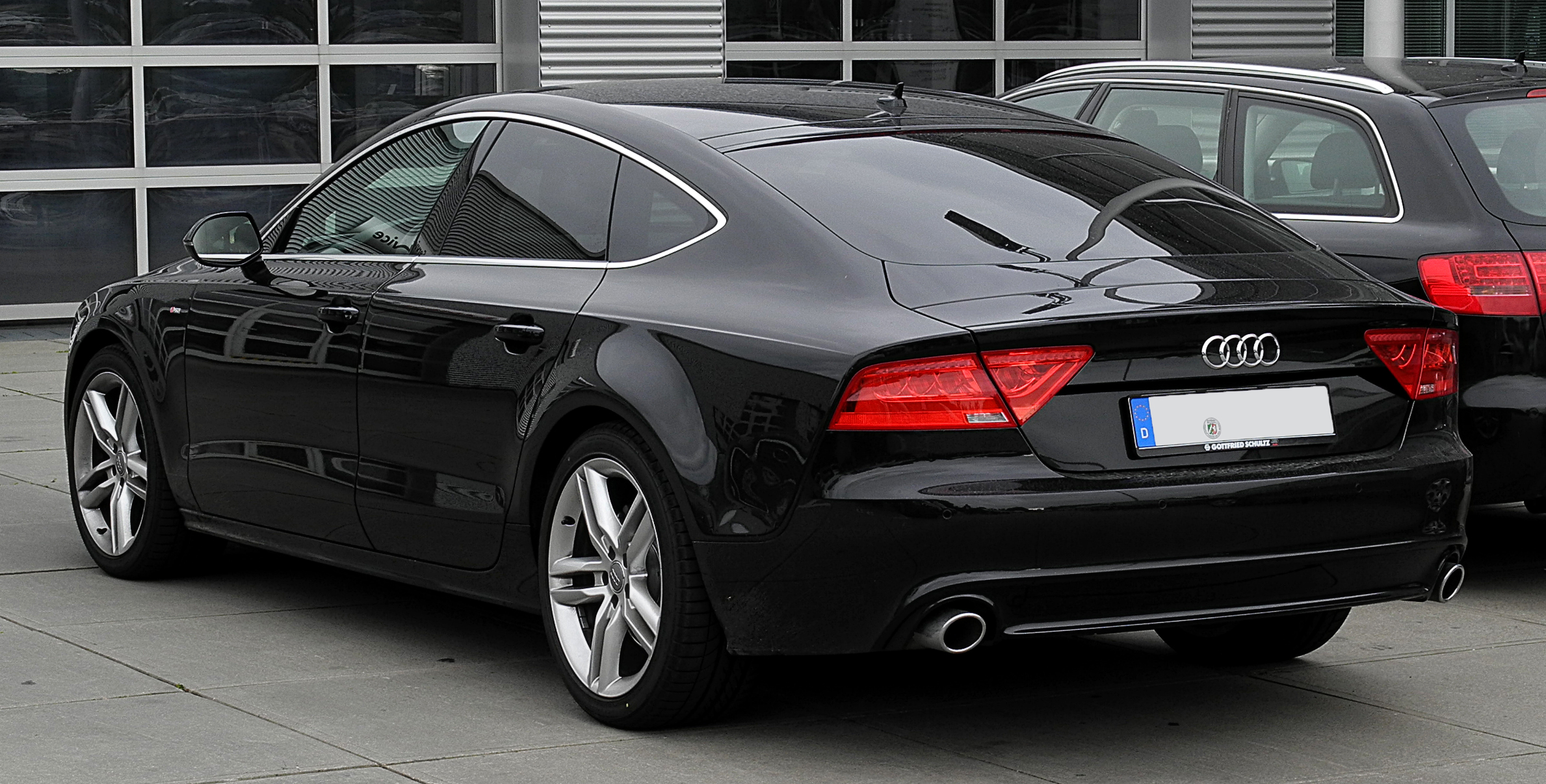
Heckansicht
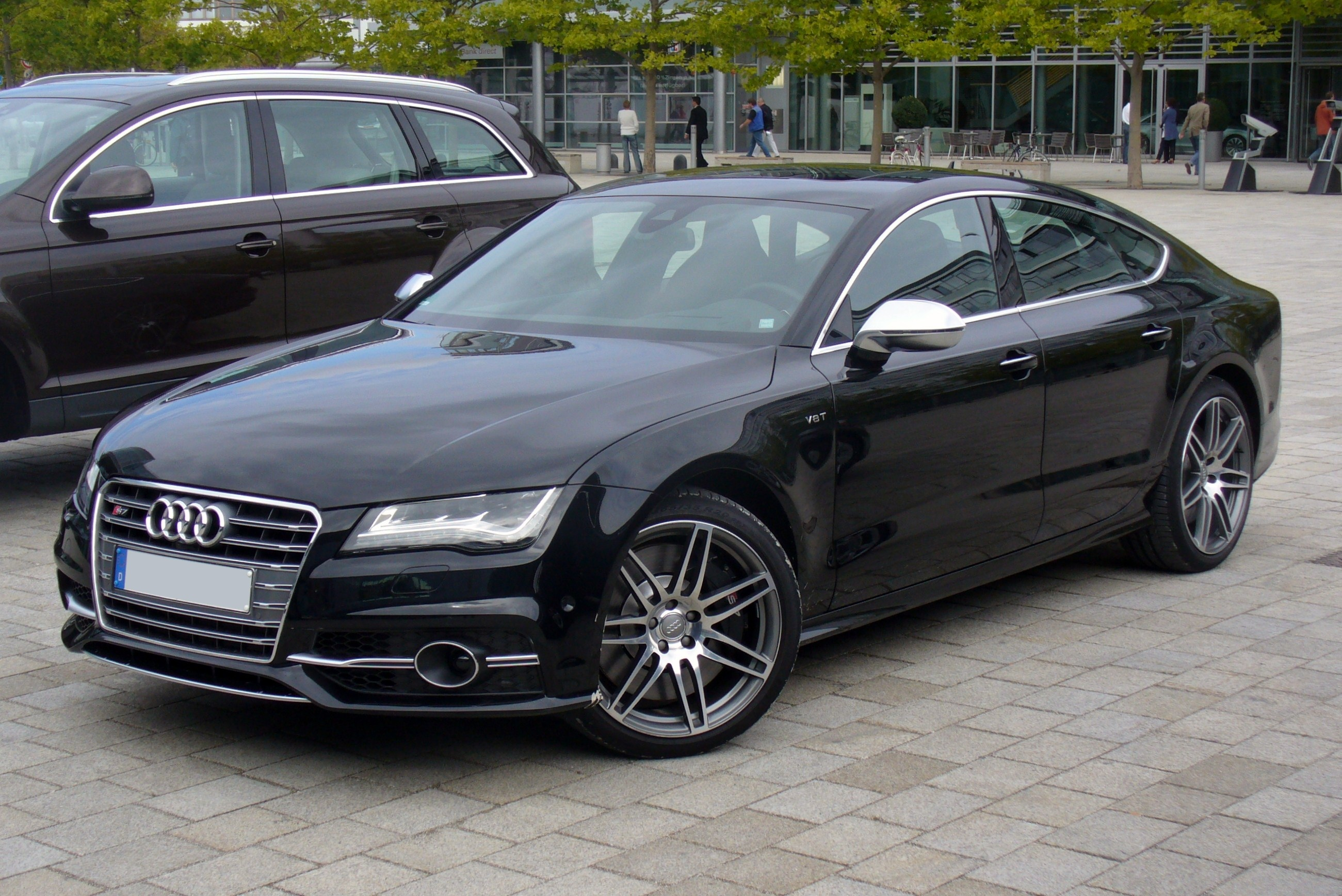
Audi S7 Sportback (2012–2014)
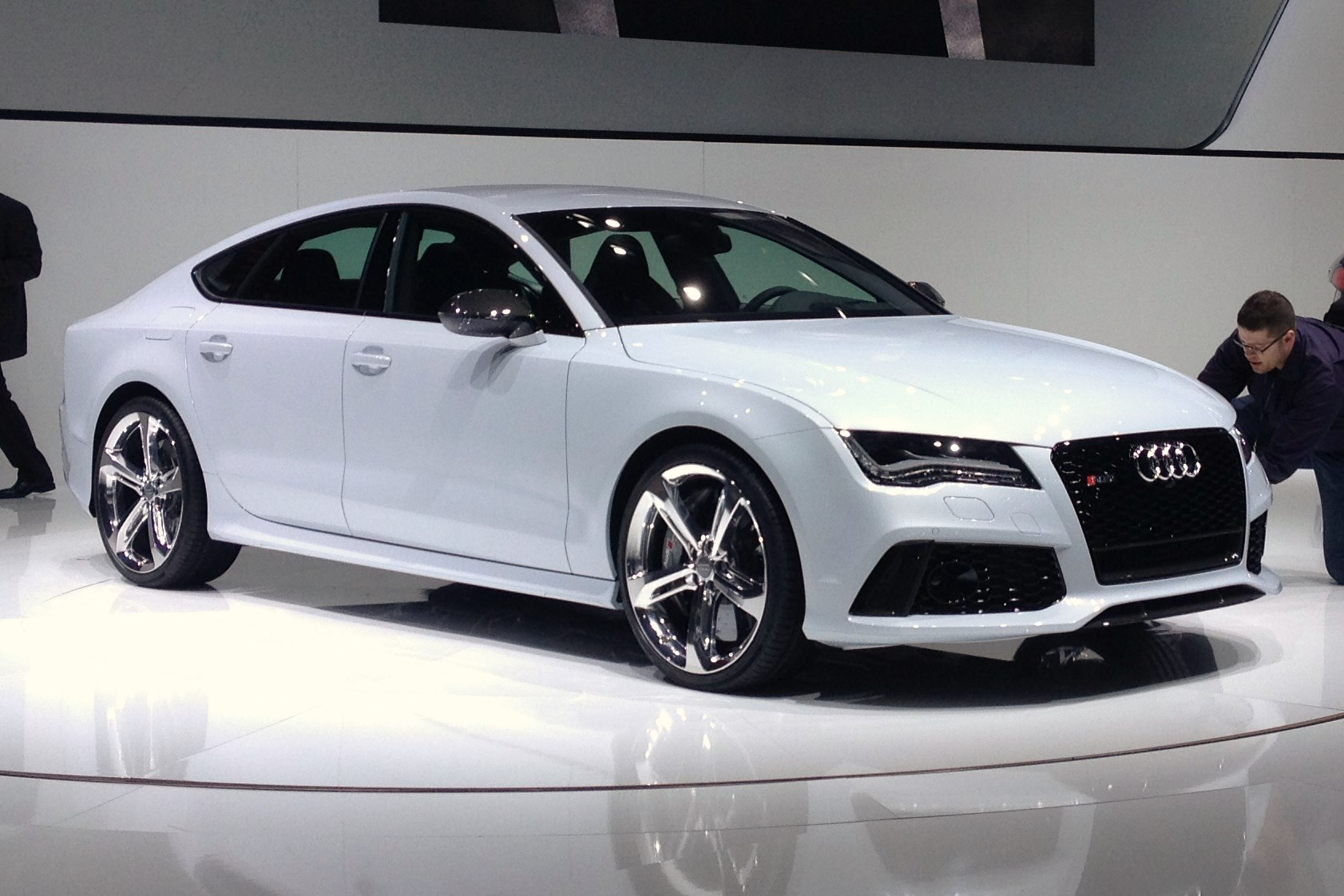
Audi RS7 Sportback (2013–2014)

## Ausstattung
Audi bot im A7 erstmals optional ein Head-Up-Display an; dieses projiziert Hinweise des Navigationssystems sowie die Geschwindigkeit auf die Frontscheibe.
Das Armaturenbrett enthält als zentralen Bildschirm einen 6,5"-Monitor; dieser ist Teil des  Audi MMI-Infotainmentsystems.

## Motorisierungen
Das Fahrzeug wurde zunächst mit vier Sechszylinder-Motoren angeboten: Als Ottomotoren wurden ein 2.8 FSI mit 150 kW (204 PS) und ein 3.0 TFSI mit 220 kW (300 PS) angeboten. Als Diesel sind zwei Varianten des 3.0-TDI-Motors mit 150 kW (204 PS) oder 180 kW (245 PS) erhältlich. Modelle mit Allradantrieb sind mit dem Doppelkupplungsgetriebe S tronic ausgestattet. Die 150-kW-Motoren, die über einen Frontantrieb verfügen, werden mit dem stufenlosen Automatikgetriebe Multitronic ausgeliefert.
Im Herbst 2011 folgte eine weitere Ausbaustufe des 3.0 TDI – mit Biturboaufladung und 230 kW (313 PS), wie er bereits zuvor auch im Audi A6 C7 angeboten wurde. Darüber hinaus wurde im März 2012 die Leistung des 3.0 TFSI auf 228 kW (310 PS) angehoben und die Sportversion S7 vorgestellt. Wie im Audi S6 C7 verfügt der Audi S7 über einen 4,0-l-V8-Biturbomotor mit 309 kW Leistung (420 PS) und soll von 0 auf 100 km/h in 4,7 s beschleunigen.
Auf der North American International Auto Show in Detroit wurde Anfang 2013 das RS7-Modell des A7 vorgestellt. Als Motor kommt ein auf 412 kW (560 PS) leistungsgesteigerter V8-Biturbomotor mit 4 Liter Hubraum zum Einsatz, wodurch der RS7 in 3,9 s auf 100 km/h beschleunigen soll.

## Modellpflege
Im Mai 2014 wurden die modifizierten Audi A7 und S7 vorgestellt (Facelift). Es zeichnet sich an der Front vor allem durch schmalere Scheinwerfer, einen breiteren Kühlergrill sowie geänderte Stoßfänger aus. Hinten wurde die Grafik der Leuchten geändert und die Heckschürze anders gestaltet. Die Auspuffblenden sind jetzt rechteckig anstatt rund und die Rückleuchten haben serienmäßig das sogenannte dynamische Blinklicht. Ebenfalls Standard wurden LED-Frontscheinwerfer (optional Matrix-LED-Technik). Neben neuen Außenfarben und Räderdesigns gab es im Innenraum andere Materialien, mehrere zusätzliche Chromelemente sowie einen neuen Automatikwählhebel.
Zudem wurde das Audi MMI mit Tegra 3-Prozessor und Long Term Evolution Internetzugang in den A7 eingeführt.
Die Motoren wurden alle überarbeitet und haben nun mehr Leistung. Erstmals gab es einen Vierzylindermotor im A7, der den bisherigen 2.8-FSI-Motor ablöste. Für die Modelle mit Frontantrieb wurde die multitronic durch eine neu entwickelte 7-Gang-S-tronic ersetzt. Bei einigen Motoren wurde eine spezielle Leichtbau-Bremsanlage eingesetzt.

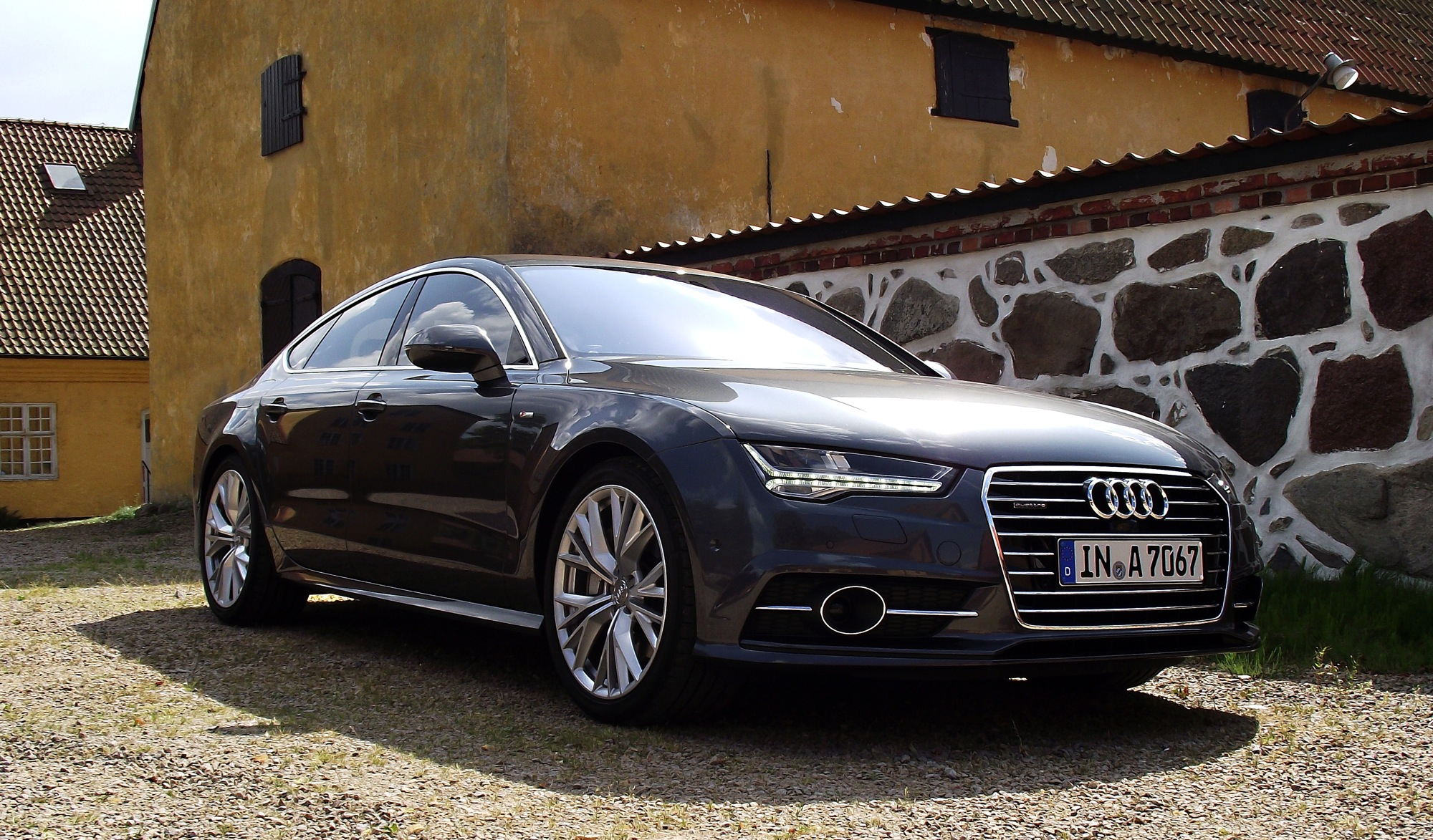
Audi A7 Sportback (2014–2018)
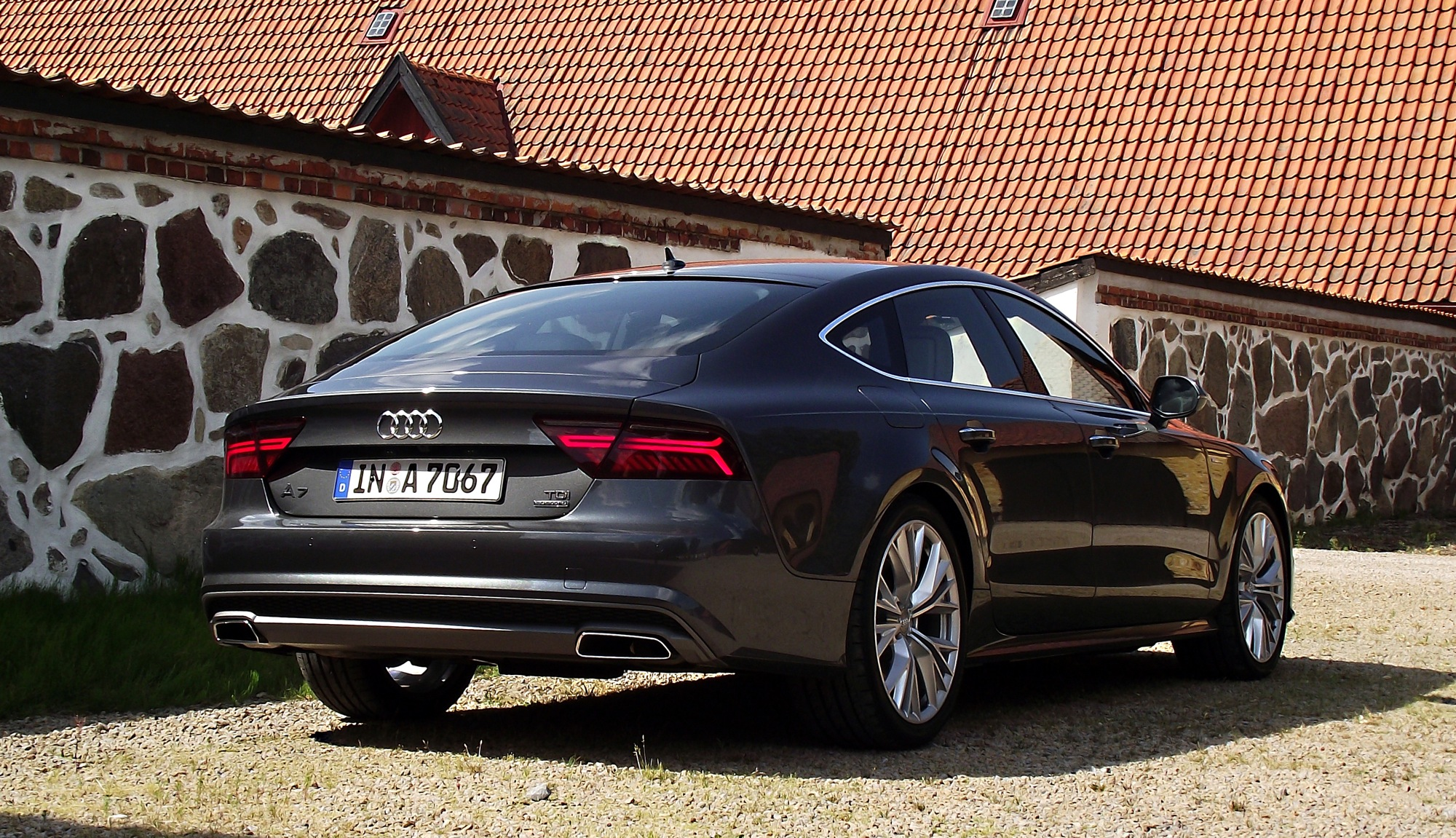
Heckansicht
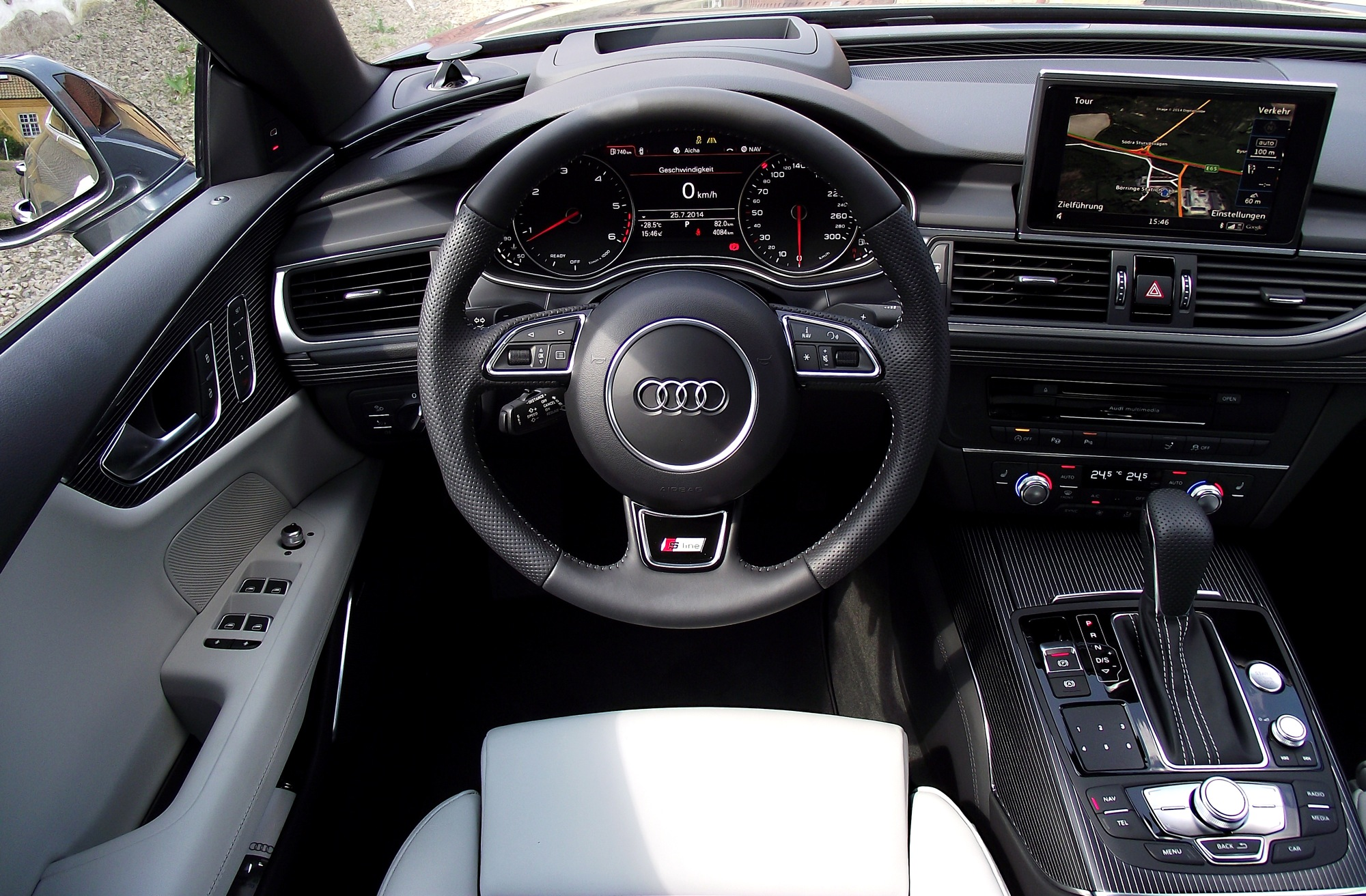
Cockpit mit Audi MMI
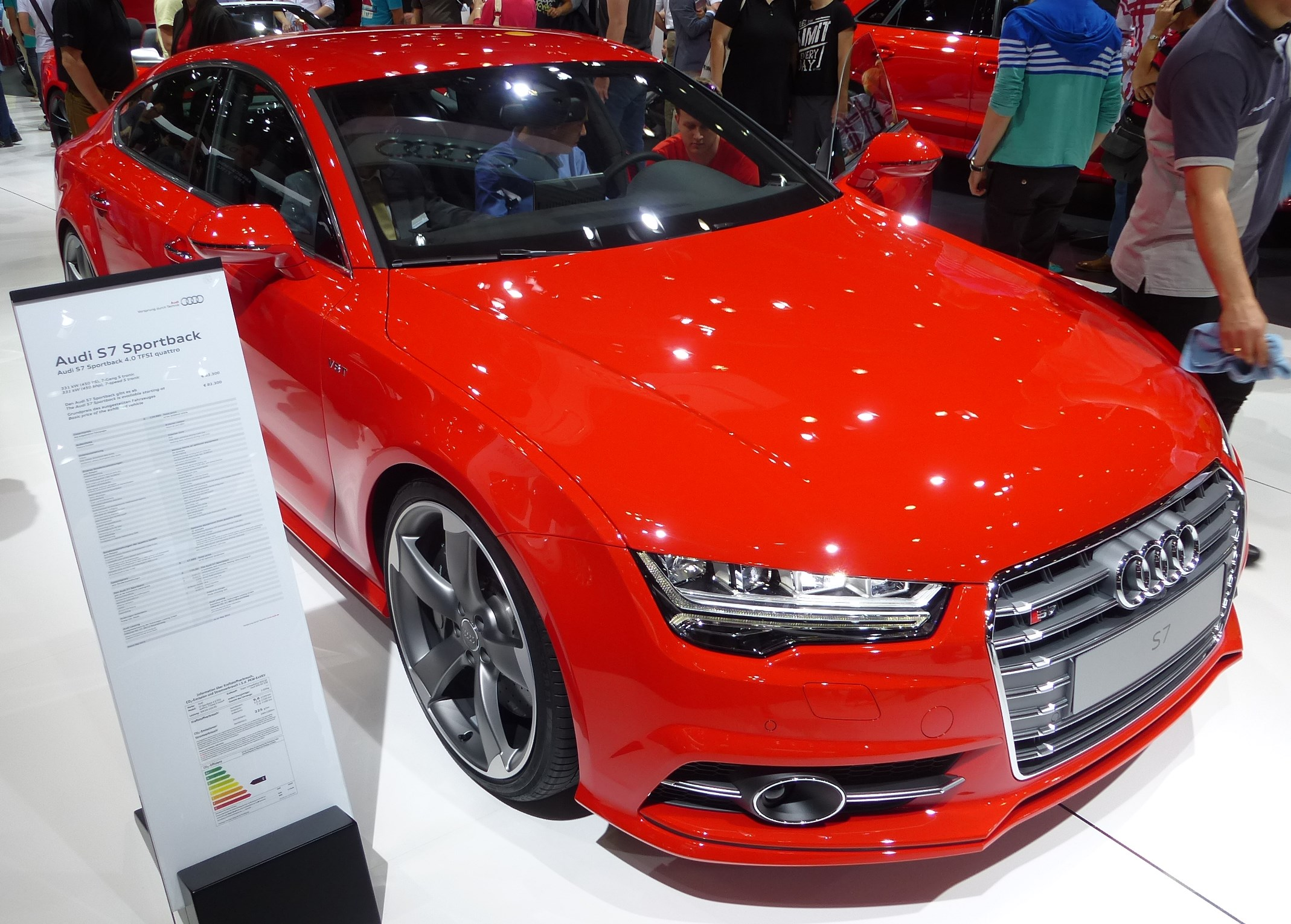
Audi S7 Sportback (2014–2018)
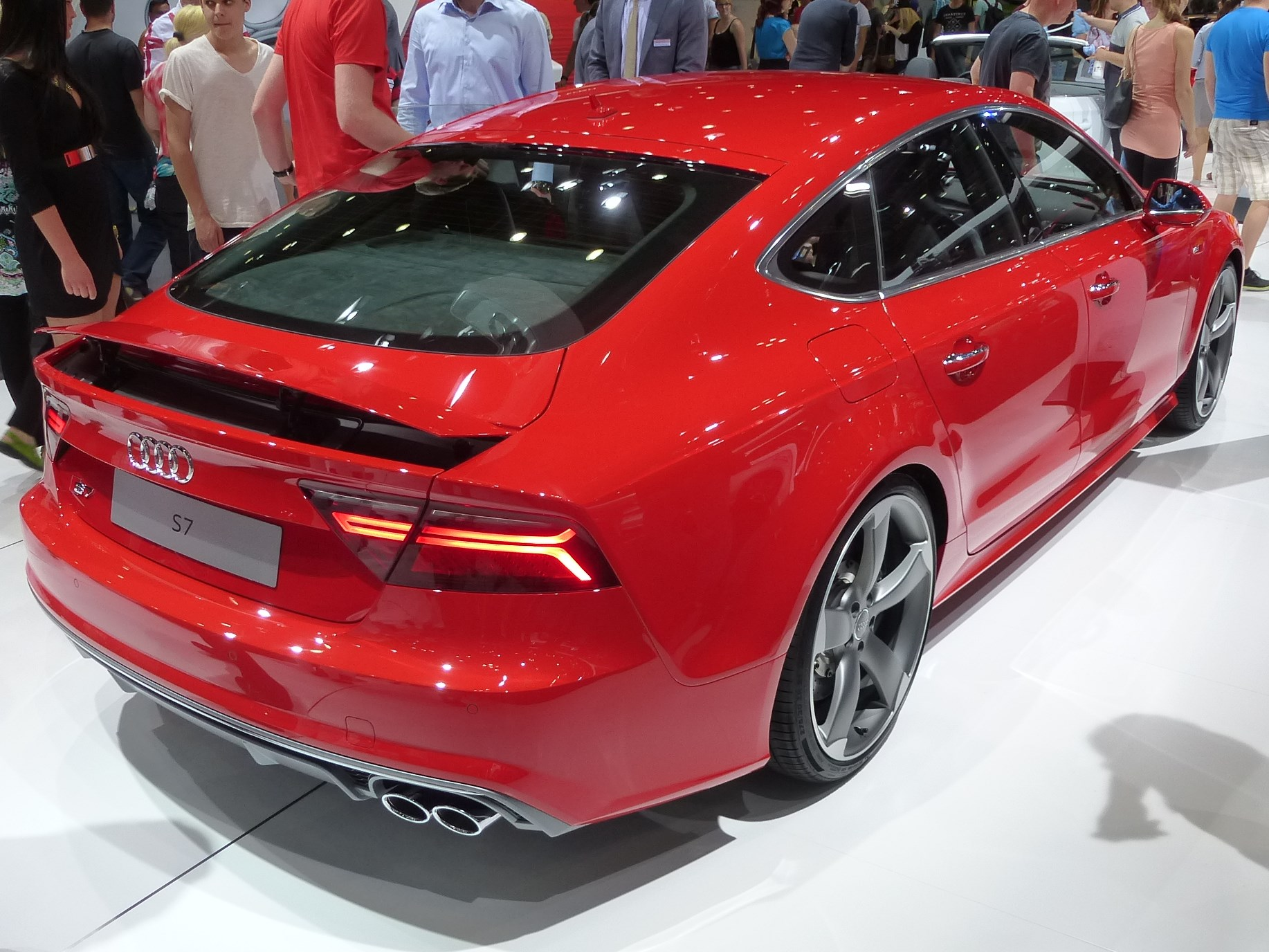
Heckansicht

## Abgasskandal
Im Zuge des seit September 2015 andauernden Abgasskandals der Automobilindustrie gab Bundesverkehrsminister Alexander Dobrindt bekannt, dass das Modell A7 mit Dieselmotor im Produktionszeitraum 2010 bis 2013 mit einer illegalen Abschalteinrichtung versehen war, die die Abgasnachbehandlung im Straßenbetrieb reduziert bzw. ganz abschaltet. Zusammen mit dem Modell A8 waren diese Abschalteinrichtungen in rund 24.000 Fahrzeugen verbaut worden. Audi gab als Grund für die erhöhten Stickoxidwerte einen technischen Fehler an und versprach eine Umrüstaktion.
Im Mai 2018 wurde bekannt, dass die 200-kW-Modelle des Audi A7 ebenfalls betroffen sind. Bei diesen Modellen wird die SCR-Abgasnachbehandlung stark gedrosselt, wenn sich der Tank für die notwendige Harnstofflösung AUS 32 erschöpft.

## Technische Daten

### Ottomotoren
|                                            | 1.8 TFSI ultra (1)         | 2.0 TFSI                   | 2.5 FSI (2)              | 2.8 FSI                    | 3.0 TFSI                   | 3.0 TFSI                   | 3.0 TFSI                   | 4.0 TFSI (S7)              | 4.0 TFSI (S7)              | 4.0 TFSI (RS7)             | 4.0 TFSI (RS7 Performance) |
| ------------------------------------------ | -------------------------- | -------------------------- | ------------------------ | -------------------------- | -------------------------- | -------------------------- | -------------------------- | -------------------------- | -------------------------- | -------------------------- | -------------------------- |
| Bauzeitraum                                | seit 2015                  | 11/2014–04/2016            | 2012–2013                | 07/2010–05/2014            | 07/2010–04/2012            | 04/2012–05/2014            | 05/2014–04/2016            | 04/2012–05/2014            | 05/2014–04/2018            | 08/2013–07/2017            | seit 10/2015               |
| Motorbaureihe                              | VW EA888                   | VW EA888                   |                          |                            | VW EA837                   | VW EA837                   | VW EA837                   | VW EA824                   | VW EA824                   | VW EA824                   | VW EA824                   |
| Motorkennbuchstaben                        | CYGA                       | CYNB, CYPA                 |                          | CHVA                       | CGWB                       | CGWD, CGXB                 | CREC                       | CEUC                       | CTGE                       | CRDB                       | CWUC                       |
| Motortyp                                   | Reihenbauart               | Reihenbauart               | V-Bauart                 | V-Bauart                   | V-Bauart                   | V-Bauart                   | V-Bauart                   | V-Bauart                   | V-Bauart                   | V-Bauart                   | V-Bauart                   |
| Motoraufladung                             | Turbolader                 | Turbolader                 | —                        | —                          | Kompressor                 | Kompressor                 | Kompressor                 | Bi-Turbolader              | Bi-Turbolader              | Bi-Turbolader              | Bi-Turbolader              |
| Gemischaufbereitung                        | Benzindirekteinspritzung   | Benzindirekteinspritzung   | Benzindirekteinspritzung | Benzindirekteinspritzung   | Benzindirekteinspritzung   | Benzindirekteinspritzung   | Benzindirekteinspritzung   | Benzindirekteinspritzung   | Benzindirekteinspritzung   | Benzindirekteinspritzung   | Benzindirekteinspritzung   |
| Lastpunktverschiebung                      | –                          | –                          | –                        | –                          | –                          | –                          | –                          | Zylinderabschaltung        | Zylinderabschaltung        | Zylinderabschaltung        | Zylinderabschaltung        |
| Zylinder/Ventile                           | 4/16                       | 4/16                       | 6/24                     | 6/24                       | 6/24                       | 6/24                       | 6/24                       | 8/32                       | 8/32                       | 8/32                       | 8/32                       |
| Hubraum                                    | 1798 cm³                   | 1984 cm³                   | 2498 cm³                 | 2773 cm³                   | 2995 cm³                   | 2995 cm³                   | 2995 cm³                   | 3993 cm³                   | 3993 cm³                   | 3993 cm³                   | 3993 cm³                   |
| max. Leistung bei min−1                    | 140 kW (190 PS)/ 4200–6200 | 185 kW (252 PS)/ 5000–6000 | 150 kW (204 PS)/ 6000    | 150 kW (204 PS)/ 5250–6250 | 220 kW (300 PS)/ 5250–6500 | 228 kW (310 PS)/ 5500–6500 | 245 kW (333 PS)/ 5300–6500 | 309 kW (420 PS)/ 5500–6400 | 331 kW (450 PS)/ 5800–6400 | 412 kW (560 PS)/ 5700–6600 | 445 kW (605 PS)/ 6100–6800 |
| max. Drehmoment bei min−1                  | 320 Nm/ 1400–4100          | 370 Nm/ 1600–4500          | 250 Nm/ 3000–4750        | 280 Nm/ 3000–5000          | 440 Nm/2900–4500           | 440 Nm/2900–4500           | 440 Nm/ 2900–5300          | 550 Nm/ 1400–5200          | 550 Nm/ 1400–5700          | 700 Nm/ 1750–5500          | 750 Nm/ 1750–6000          |
| Antriebsart, Serie                         | Vorderradantrieb           | Vorderradantrieb           | Vorderradantrieb         | Vorderradantrieb           | Allradantrieb              | Allradantrieb              | Allradantrieb              | Allradantrieb              | Allradantrieb              | Allradantrieb              | Allradantrieb              |
| Antriebsart, Option                        | —                          | Allradantrieb              | —                        | Allradantrieb              | —                          | —                          | —                          | —                          | —                          | —                          | —                          |
| Getriebeart, Serie                         | 7-Gang-S tronic            | 7-Gang-S tronic            | multitronic              | multitronic                | 7-Gang-S tronic            | 7-Gang-S tronic            | 7-Gang-S tronic            | 7-Gang-S tronic            | 7-Gang-S tronic            | 8-Gang-tiptronic           | 8-Gang-tiptronic           |
| Getriebeart, Option                        | —                          | —                          | —                        | 7-Gang-S tronic            | —                          | —                          | —                          | —                          | —                          | —                          | —                          |
| Leergewicht                                | 1705 kg                    | 1730 kg                    | 1820 kg                  | 1735–1805 kg               | 1860 kg                    | 1860 kg                    | 1885 kg                    | 2020 kg                    | 2030 kg                    | 1995–2005 kg               | 2005 kg                    |
| max. Zuladung                              | —                          | 610 kg                     | —                        | 550 kg                     | 550 kg                     | 610 kg                     | 610 kg                     | 610 kg                     | 610 kg                     | 585 kg                     | 585 kg                     |
| Beschleunigung, 0–100 km/h                 | 8,2 s                      | 6,9 s                      | 8,5 s                    | 7,9–8,3 s                  | 5,6 s                      | 5,6 s                      | 5,3 s                      | 4,7 s                      | 4,6 s                      | 3,9 s                      | 3,7 s                      |
| Höchstgeschwindigkeit                      | 229 km/h                   | 250 km/h (3)               | 235 km/h                 | 235 km/h                   | 250 km/h (3)               | 250 km/h (3)               | 250 km/h (3)               | 250 km/h (3)               | 250 km/h (3)               | 250 km/h (3) (4)           | 250 km/h (3) (4)           |
| Kraftstoffverbrauch auf 100 km, kombiniert | 5,8 l Super                | 5,9 l Super                | 7,5 l Super              | 7,4–8,0 l Super            | 8,2 l Super                | 8,2 l Super                | 7,6 l Super                | 9,6 l Super                | 9,3 l Super plus           | 9,5–9,8 l Super plus       | 9,5 l Super Plus           |
| CO2-Emission                               | 135 g/km                   | 137 g/km                   | 181 g/km                 | 172–187 g/km               | 190 g/km                   | 190 g/km                   | 176 g/km                   | 225 g/km                   | 215 g/km                   | 221–229 g/km               | 221 g/km                   |
| Abgasnorm                                  | Euro 6                     | Euro 6                     | —                        | Euro 5                     | Euro 5                     | Euro 5                     | Euro 6                     | Euro 5                     | Euro 6                     | Euro 6 (5)                 | Euro 6                     |

### Dieselmotoren
|                                            | 3.0 TDI ultra              | 3.0 TDI                    | 3.0 TDI                        | 3.0 TDI ultra              | 3.0 TDI                    | 3.0 TDI                   | 3.0 TDI clean diesel      | 3.0 TDI                    | 3.0 TDI                    | 3.0 TDI                    | 3.0 TDI competition            |
| ------------------------------------------ | -------------------------- | -------------------------- | ------------------------------ | -------------------------- | -------------------------- | ------------------------- | ------------------------- | -------------------------- | -------------------------- | -------------------------- | ------------------------------ |
| Bauzeitraum                                | 10/2015–07/2017            | 10/2015–07/2017            | 10/2010–05/2014                | 05/2014–07/2017            | 05/2014–07/2017            | 07/2010–05/2014           | 12/2011–05/2014           | seit 05/2014               | 12/2011–05/2014            | seit 05/2014               | seit 08/2014                   |
| Motorbaureihe                              | VW EA897 evo               | VW EA897 evo               | VW EA896G2                     | VW EA896G2                 | VW EA897 evo               | VW EA896G2                | VW EA896G2                | VW EA897 evo               | VW EA896G2                 | VW EA896G2                 | VW EA896G2                     |
| Motorkennbuchstaben                        | CZVE                       | CZVF                       | CLAA, CLAB                     | CTCC                       | CZVB, CRTE                 | CDUC, CDUD                | CKVB, CKVC                | CRTD                       | CGQB                       | CVUA                       | CVUB                           |
| Motortyp                                   | V-Bauart                   | V-Bauart                   | V-Bauart                       | V-Bauart                   | V-Bauart                   | V-Bauart                  | V-Bauart                  | V-Bauart                   | V-Bauart                   | V-Bauart                   | V-Bauart                       |
| Motoraufladung                             | Turbolader                 | Turbolader                 | Turbolader                     | Turbolader                 | Turbolader                 | Turbolader                | Turbolader                | Turbolader                 | Bi-Turbolader              | Bi-Turbolader              | Bi-Turbolader                  |
| Gemischaufbereitung                        | Common-Rail-Einspritzung   | Common-Rail-Einspritzung   | Common-Rail-Einspritzung       | Common-Rail-Einspritzung   | Common-Rail-Einspritzung   | Common-Rail-Einspritzung  | Common-Rail-Einspritzung  | Common-Rail-Einspritzung   | Common-Rail-Einspritzung   | Common-Rail-Einspritzung   | Common-Rail-Einspritzung       |
| Zylinder/Ventile                           | 6/24                       | 6/24                       | 6/24                           | 6/24                       | 6/24                       | 6/24                      | 6/24                      | 6/24                       | 6/24                       | 6/24                       | 6/24                           |
| Hubraum                                    | 2967 cm³                   | 2967 cm³                   | 2967 cm³                       | 2967 cm³                   | 2967 cm³                   | 2967 cm³                  | 2967 cm³                  | 2967 cm³                   | 2967 cm³                   | 2967 cm³                   | 2967 cm³                       |
| max. Leistung bei min−1                    | 140 kW (190 PS)/ 3250–5000 | 140 kW (190 PS)/ 2750–5000 | 150 kW (204 PS)/ 3750–4500 (2) | 160 kW (218 PS)/ 4000–5000 | 160 kW (218 PS)/ 3250–5000 | 180 kW (245 PS)/4000–4500 | 180 kW (245 PS)/4000–4500 | 200 kW (272 PS)/ 3500–4250 | 230 kW (313 PS)/ 3900–4500 | 235 kW (320 PS)/ 3900–4600 | 240 kW (326 PS) (1)/ 4000–4500 |
| max. Drehmoment bei min−1                  | 400 Nm/ 1250–3250          | 500 Nm/ 1250–2500          | 400 Nm/ 1250–3000 (3)          | 400 Nm/ 1250–3750          | 500 Nm/ 1250–3000          | 580 Nm/1750–2500 (4)      | 580 Nm/1750–2500 (4)      | 580 Nm/ 1250–3250          | 650 Nm/ 1450–2800          | 650 Nm/1400–2800           | 650 Nm/1400–2800               |
| Antriebsart, Serie                         | Vorderradantrieb           | Allradantrieb              | Vorderradantrieb               | Vorderradantrieb           | Allradantrieb              | Allradantrieb             | Allradantrieb             | Allradantrieb              | Allradantrieb              | Allradantrieb              | Allradantrieb                  |
| Antriebsart, Option                        | —                          | —                          | Allradantrieb                  | —                          | —                          | —                         | —                         | —                          | —                          | —                          | —                              |
| Getriebeart, Serie                         | 7-Gang-S tronic            | 7-Gang-S tronic            | multitronic                    | 7-Gang-S tronic            | 7-Gang-S tronic            | 7-Gang-S tronic (5)       | 7-Gang-S tronic           | 7-Gang-S tronic            | 8-Gang-tiptronic           | 8-Gang-tiptronic           | 8-Gang-tiptronic               |
| Getriebeart, Option                        | —                          | —                          | 7-Gang-S tronic                | —                          | —                          | —                         | —                         | —                          | —                          | —                          | —                              |
| Leergewicht                                | 1830 kg                    | 1900 kg                    | 1770–1860 kg                   | 1830 kg                    | 1900 kg                    | 1860 kg                   | 1895 kg                   | 1905 kg                    | 1925 kg                    | 1970 kg                    | 2000 kg                        |
| max. Zuladung                              | 610 kg                     | 610 kg                     | 550–610 kg                     | 610 kg                     | 610 kg                     | 550–610 kg                | 610 kg                    | 610 kg                     | 610 kg                     | 610 kg                     | 610 kg                         |
| Beschleunigung, 0–100 km/h                 | 8,2 s                      | 7,7 s                      | 7,4–7,9 s                      | 7,3 s                      | 6,8 s                      | 6,3 s                     | 6,4 s                     | 5,7 s                      | 5,3 s                      | 5,2 s                      | 5,1 s                          |
| Höchstgeschwindigkeit                      | 230 km/h                   | 230 km/h                   | 235 km/h                       | 239–241 km/h               | 239 km/h                   | 250 km/h (6)              | 250 km/h (6)              | 250 km/h (6)               | 250 km/h (6)               | 250 km/h (6)               | 250 km/h (6)                   |
| Kraftstoffverbrauch auf 100 km, kombiniert | 4,5 l Diesel               | 5,1 l Diesel               | 5,1–5,8 l Diesel               | 4,5–4,7 l Diesel           | 5,2 l Diesel               | 5,9–6,0 l Diesel          | 5,9 l Diesel              | 5,2 l Diesel               | 6,4 l Diesel               | 6,1 l Diesel               | 6,1 l Diesel                   |
| CO2-Emission                               | 118 g/km                   | 134 g/km                   | 135–152 g/km                   | 118–122 g/km               | 136–138 g/km               | 156–158 g/km              | 156 g/km                  | 136 g/km                   | 169 g/km                   | 162 g/km                   | 162 g/km                       |
| Abgasnachbehandlung, PM                    | Dieselrußpartikelfilter    | Dieselrußpartikelfilter    | Dieselrußpartikelfilter        | Dieselrußpartikelfilter    | Dieselrußpartikelfilter    | Dieselrußpartikelfilter   | Dieselrußpartikelfilter   | Dieselrußpartikelfilter    | Dieselrußpartikelfilter    | Dieselrußpartikelfilter    | Dieselrußpartikelfilter        |
| Abgasnorm                                  | Euro 6                     | Euro 6                     | Euro 5                         | Euro 6                     | Euro 6                     | Euro 5                    | Euro 6                    | Euro 6                     | Euro 5                     | Euro 6                     | Euro 6                         |

## RS7 piloted driving concept
Mit dem RS7 piloted driving concept testet Audi auf Basis eines RS7 das autonome Fahren auf Rennstrecken. Der Prototyp orientiert sich auf der Rennstrecke mit Hilfe von Differential-GPS und Kamerabildern. Audi testete das Fahrzeug unter anderem auf dem Sonoma Raceway und dem Hockenheimring.

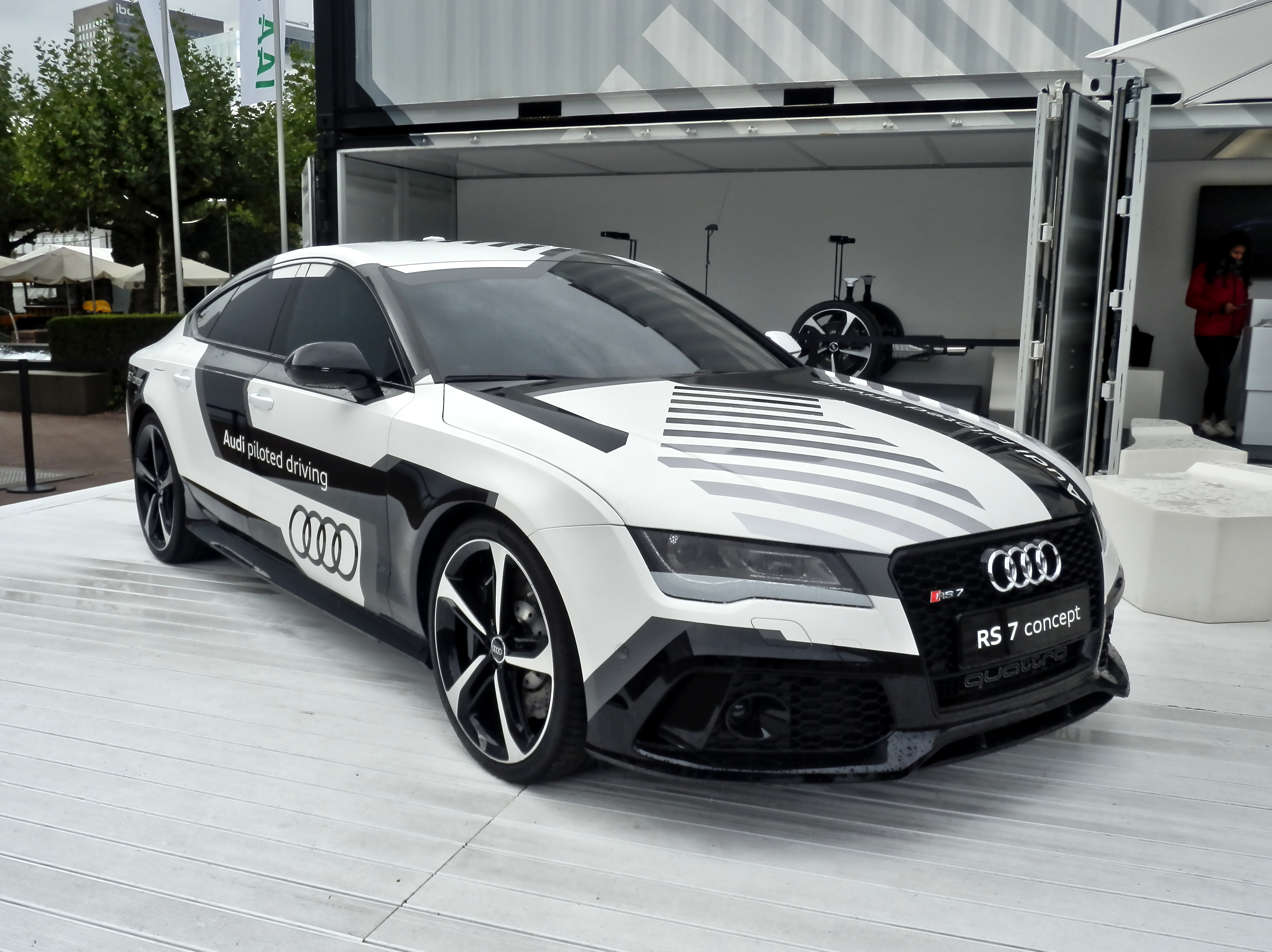
Audi RS7 piloted driving concept auf der IAA 2015
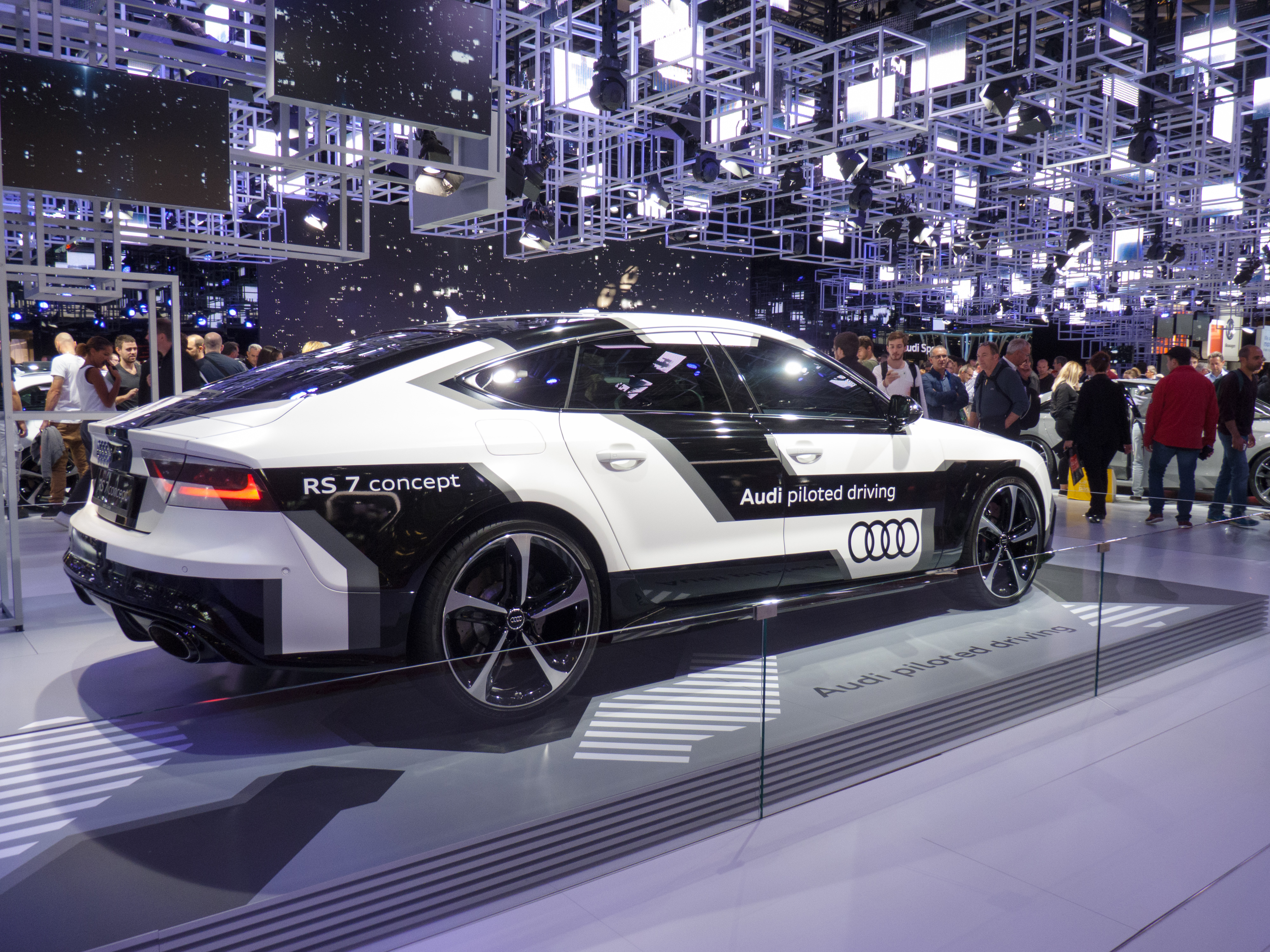
Heckansicht